# Јаничар
Јаничари или јањичари (тур. yeniçeri — нова војска) били су турске пешадијске трупе у својству личних телохранитеља османских султана. Трупе воде порекло из 14. века; основао их је Мурат I, а трупе су укинуте (и масакриране) 1826. године по наређењу султана Махмуда II. Јаничари су били организовани по узору на Мамелуке, у почетку од Турака, а касније од хришћанске деце отетих или по другим основама, одузетих од родитеља, најчешче са подручја Кавказа и делова Балкана, који би преласком на ислам имали право припадности јаничарским јединицама.

## Порекло
Султан Мурат I је основао трупе око 1363. године, у време велике експанзије Османског царства. У почетку су биле формиране од немуслимана, поготово хришћанске младежи и ратних заробљеника, што је била пракса преузета од Мамелука. Јаничари су постали прва османска стајаћа војска, замењујући снаге које су се углавном састојале од племенских ратника којима се није могло веровати у погледу оданости и морала. Штавише, за сваког слободног турског ратника било је испод части да буде пешак.

## Обука и стил живота
Прве јаничарске јединице су се састојале заробљеника (аџеми оглана (тур. acami oğlan) - стране деце, и робова. После 1380-их султан Мурат I је попуњавао њихове редове уз помоћ данка у крви, специфичне врсте пореза који се састојао у давању мушке деце султану. Султанови људи би регрутовали одређени број немуслиманске, обично хришћанске, мушке деце (у почетку насумице, а касније према строгим критеријумима) одводећи их на обуку. То су углавном била српска, бугарска и албанска деца. Обично би бирали једно од петоро деце старости између 7 и 14 година, али се тај број мењао у складу са потребама за војницима. Касније су данком у крви опорезивани и Грци и Мађари. Опорезивано становништво је, свакако, било огорчено оваквом праксом.
Јаничари су били обучавани у строгој дисциплини (уз тежак физички рад и у практично монашким условима) у ађами оглан школама, где се очекивало да живе у целибату и да се преобрате у ислам. Већина је то и била учинила. Из свих практичних разлога, јаничари су припадали султану. За разлику од слободних муслимана, изричито им је било забрањивано да носе браду, осим бркова. Јаничаре су учили да сматрају корпус као свој дом и породицу, а султана као својег de facto оца. Само они који су се показали довољно јаким добијали су чин правог јаничара у 24. или 25. години. Пук је наслеђивао имовину покојног јаничара.
Јаничари су такође учили да следе заповести дервиша Хаџије Бекташа Валије који је благословио прве трупе. Бекташи су служили као нека врста војних свештеника за јаничаре. По овоме, као и по свом повученом животу, јаничари су били веома слични хришћанским витешким редовима, као што су нпр. били витезови Јовановци са Родоса.
У замену за оданост и пожртвовање, јаничари су добијали привилегије и бенефиције. У почетку су примали плату само за време рата, а већ средином 18. века су радили као чувари реда или су се бавили трговином, иако су стално живели по касарнама. Ипак, уживали су високи животни стандард, ослобођење од пореза и поштовани друштвени статус. Многи су постајали чиновници и образовани људи. Пензионисани и инвалидни јаничари су чак примали и пензије. Јаничари су од одеће носили доламу, коју су будући да су дуго путовали током ратова савијали и качили за појас. Један од иконографских јаничарских делова униформе је препознатљива јаничарска борк капа, која се такође звала и заркол.

## Јањичарски корпус
Бројчано стање јаничарских група је варирало између 100.000 и преко 200.000. Корпус је био организован по ортама (буквалан превод: огњиште), тј. пуковима. Сулејман I је имао око 140 орти, али је тај број касније био повећан на преко 190. Султан је био врховни заповедник јаничара, али је корпус организовао и водио ага (командант). Корпус је био подељен на три подкорпуса: 
- Џемаат (пограничне трупе), са 101ом ортом;
- бејлик или беглук (султанова телесна стража), са 61ом ортом, и
- секбан или сејмен, са 34 ортом.

Као додатак, постојале су и 34 орте ађамија (младих војника).
У почетку јаничари су могли да добију виши чин само у оквиру своје орте и то само на основу стажа. Јаничаре је могао да кажњава само њихов директно претпостављени официр. Називи чинова су били засновани на положајима кухињског особља и ловаца, вероватно да би се нагласило да су јаничари султанове слуге.
Првих векова јаничари су били вешти стрелци, али су од 1440. прешли на ватрено оружје. У блиској борби су се користили секирама и сабљама. У мирна времена су могли да носе само батине и мотке, осим ако нису служили у пограничним трупама. Локални јаничари, смештени у неком граду на дужи период, били су познати као јерлије.
Османско царство је користило јаничаре у свим својим важнијим походима, укључујући опсаду Цариграда 1453, пораз египатских Мамелука и ратове са Аустријом. Јаничарске трупе је у битку лично предводио сам султан и увек им је припадао део ратног плена.
Репутација јаничара је порасла до те тачке да је до 1683. султан Мехмед IV могао да укине данак у крви. Све већи број оригинално муслиманских турских породица је слао своје синове у јаничаре. Управник сваке покрајине је желео да има сопствене јаничаре.

## Побуне јаничара
Јаничари су и сами постали свесни свог значаја тако да су почели да траже већа примања. 1449. су се по први пут побунили захтевајући веће плате, што су и добили. После 1451. сваки нови султан је био у обавези да плати сваком јаничару награду и да му подигне плату. Султан Селим II је 1566. дао јаничарима дозволу да се жене.
После тзв. ратова молдавских магната (1595—1621) против Пољско-литванске уније и Хабзбурга, битке код Цецоре и турског пораза код Хотина, султан Осман II је убијен у јаничарској побуни од 1622. године.
До почетка 18. века јаничари су имали толико престижа и утицаја да су могли да доминирају над владом. Могли су да дижу побуне, диктирају политику и спречавају покушаје модернизације војних структура. Преко дворских пучева су могли да мењају и саме султане. Постали су земљопоседници и трговци. Такође су омогућавали синовима бивших јаничара да постану јаничари, а да претходно и не прођу комплетну обуку у ађами оглану.
Када су јањичари постали у стању да изнуђују новац од султана и када је породичан живот заменио војни, опала је њихова борбена готовост. Северне границе Османског царства су полако почеле да се сужавају јужно после друге битке код Беча. Јаничари су се опирали покушајима за реорганизацијом војске и 1622. су убили султана Османа II кад је он покушао да их замени. Такође су имали подршку у секти бекташија.
Године 1807. јаничари су се побунили и сменили Селима III, који је покушао да створи савременију војску уз помоћ европских инструктора. Његови следбеници нису успели да поврате власт пре него што ће га Мустафа IV убити, али су успели да поставе на власт Махмуда II. Када су јаничари запретили да ће збацити Махмуда, он је одговорио тако што је погубио заробљеног Мустафу (којег су раније јаничари довели на власт). На крају је некако успео да склопи компромис са јаничарима. Провео је преко 10 година у консолидацији своје власти.
Априла 1810. јаничари су спалили 2.000 кућа у Галати, а пролећа 1811. два пука су учествовала у топовској бици у Истанбулу. Борили су се и у Грчком рату за ослобођење.
На крају је Махмуд II морао да се их отараси, вероватно зато што је морао да плаћа високе плате за 135.000 јаничара, од којих многи уопште и нису били активни војници, а неки су чак били и покојни (командант је тај новац задржавао за себе).

Године 1826. јаничари су схватили да султан образује нову војску. Неки извори указују да их је султан намерно испровоцирао како би подигли побуну. Између 14. и 15. јуна 1826, јаничари у Истанбулу су се побунили, али се овај пут већи део војске и становништва окренуо против њих. Спахијске, коњаничке јединице, које су биле одане султану, приморале су их да се повуку у касарну. Артиљерија је гађала касарну 15 пута проузрокујући огромне жртве. Преживели јаничари си били или погубљени или протерани. Две године касније, Махмуд II је запленио и последњи јаничарски посед. Овај догађај се сада назива Инцидент у добар час.

## Јаничарска музика
Јаничарска војна музика за марширање је карактеристична по својој експлозивности која се постиже употребом бас удараљки, рогова („боруа“), звона, триангала и цимбала („зила“), између осталог. Јаничарска музика је утицала на неке западноевропске класичарске музичаре попут Волфганга Амадеуса Моцарта и Лудвига ван Бетовена. За више детаља, види турска музика.

## Савремени јаничари
У савременој турској војсци Оркестар Мехтер и пратеће трупе представљају једини остатак од јаничара. Оркестар свира на државним, војним и туристичким приредбама.

## Галерија
- Мустафа Кемал Ататурк као јаничар, Софија, 1914.
- Јаничарски мускетар
- Депикција јаничара
- Депикција јаничара
- Депикција јаничара
- Депикција јаничара
- Депикција јаничара из Јањине (Грчка).
- Слика која представља регрутацију јаничара на Балкану.
- Депикција кувара јаничара.
- Депикција јаничара
- Слика јаничара са лавом.